# Hendrik Willem ter Haar
Hendrik Willem ter Haar (Oosterwolde, 3 september 1922 - Hoogzand, 19 juli 2012) was een Nederlandse geriater en oprichter van de stichting Alzheimer Nederland. Ook was hij mede-oprichter en voorzitter van Alzheimer Europe en bestuurslid van Alzheimer Disease International. 
Henk ter Haar werd geboren op 3 september 1922 in Oosterwolde als zoon van Barend ter Haar en Reinette Schnitger. Hij volgde Gymnasium Alpha en Beta in Deventer en studeerde daarna geneeskunde aan Universiteit Leiden alwaar hij ook lid was van LSV Minerva. Hij trouwde in 1947 te Diepenveen met Vera Elisabeth van Oyen, ze kregen vijf kinderen. In 1954 werd hij huisarts in Biezelinge en in 1964 geneesheer-directeur van het verpleeghuis Nieuw Toutenburg in Noordbergum. Daar werd hij verpleeghuisarts en vervolgens klinisch geriater.
Voor zijn werk op het gebied van de ziekte van Alzheimer werd hij in 1983 benoemd tot Officier in de Orde van Oranje-Nassau. Ter ere van hem werd tien jaar lang door Alzheimer Nederland de ter Haar Penning uitgereikt. De Ter Haar-penning werd toegekend aan een project of persoon die een bijzondere bijdrage leverde aan het welzijn van mensen met dementie en hun familie. 